# Diglossa caerulescens
Diglossa caerulescens là một loài chim trong họ Thraupidae.